# Dunnellon
Dunnellon is een plaats (city) in de Amerikaanse staat Florida, en valt bestuurlijk gezien onder Marion County.

## Demografie
Bij de volkstelling in 2000 werd het aantal inwoners vastgesteld op 1898.
In 2006 is het aantal inwoners door het United States Census Bureau geschat op 2002, een stijging van 104 (5.5%).

## Geografie
Volgens het United States Census Bureau beslaat de plaats een oppervlakte van
19,3 km², waarvan 18,3 km² land en 1,0 km² water. Dunnellon ligt op ongeveer 15 m boven zeeniveau.

## Plaatsen in de nabije omgeving
De onderstaande figuur toont nabijgelegen plaatsen in een straal van 24 km rond Dunnellon.